# Andrej Žumer
Andrej Žumer, slovenski učitelj, * 21. november 1847, Podhom, † 28. februar 1903, Kranj.

## Življenje in delo
Klasično gimnazijo je obiskoval v Ljubljani (1861-1869). Leta  1869 se je vpisal na filozofsko fakulteto univerze v Pragi, zaradi  pomanjkanja opustil študij in v šolskem letu 1871/1872 obiskoval učiteljišče v Gradcu, kjer je opravil potrebne izpite za učitelja. Od jeseni 1872 je bil v Ljubljani učitelj na Waldherrjevem zavodu, od januarja 1873 na II. mestni ljudski šoli, od 1891 na I. mestni deški ljudski šoli nadučitelj (od 1901 s častnim nazivom ravnatelj). Od 1882 je bil šolski nadzornik za kamniški in od 1888 za kranjski okraj, od reorganizacije šolske nadzorne službe 1894 do smrti pa hkrati za oba okraja. Bil je član Slovenskega učiteljskega društva in od 1888 predsednik Slovenske učiteljske matice. Za zasluge v šolstvu je 1895 prejel zlati križec s krono.
Z A. Razingerjem je sestavil učbenike, ki izpričujejo odlično poznavanje pedagogike in metodike: Abecednik za slovenske ljudske šole (1880), Slovensko-nemški abecednik(1880, 1882, 1884), Prvo berilo in slovnica za slovenske ljudske šole (1882 in do 1902; več popravljenih ponatisov s spremenjenimi naslovi) in Stenske table za prvi pouk v branji (1882, 1896).